# Субективно право
Терминът „субективно право“ е основно понятие за гражданското право.
Като правна категория и конструкция понятието за субективно право възниква през XVIII век под натиска на теорията на естественото право. Преди това то е било непознато в правно-технически смисъл, а са се използвали конструкции, които го замествали.
В резултат от теорията на естественото право се появява т.нар. волева теория, според която субективното право не е нищо друго, освен отдадена от правния ред власт на неговия носител.
Тази правна теория и конструкция е подложена на критика от Рудолф фон Йеринг, който изтъква една нейна съществена неточност – носители на субективни права са и лица, на които правният ред не признава правно валидна воля. В опита си да преодолее тази неточност, Йеринг формира последващата теория на интереса. Според тази теория, доколкото субективното право има за задача да удовлетворява определен интерес на индивидите, то не е нищо друго, освен правно защитен интерес.
През първата половина на XX век, след края на Първата световна война, под знака на набиращите сила колективистични идеологии, се появява и т.нар. отрицателна теория, която отрича съществуването на субективни права. Неин автор е Леон Дюги, според когото субективните права не съществуват, доколкото индивидите в обществото имат предопределени социални функции, чрез които се отразява тяхното правно положение, а не чрез субективните права. В този контекст и в хода на дебата по темата, Карл Шмит противопоставя правата на човека на правата на народа.
Субективното право е предоставената и гарантирана от закона възможност на едно лице да има свое собствено поведение или да изисква спазването на определено поведение от други правни субекти. Прототип на субективно право, на което се базира това определение е правото на собственост, т.е. определението инкорпорира субективното (право) и обективното (задължение) отношение към предмета – собственикът може да си служи с вещта както намери за добре, да я ползва, владее, или да се разпорежда с нея, и същевременно да изисква от останалите правни субекти да не пречат да упражнява правото си на собственост в пълен обем.
Като правна конструкция теорията за субективното право е част от структурирането на правото в романската система, като е плод на френската правна школа.